# F.A.M.E. (álbum de Chris Brown)
F.A.M.E., acrónimo de Forgiving All My Enemies (en español: P.T.M.E. -Perdonando a Todos Mis Enemigos-) es el cuarto álbum de estudio del cantante estadounidense Chris Brown. Fue lanzado por primera vez el 18 de marzo de 2011, grabado por Jive Records. El álbum sirve como seguimiento de su tercer álbum Graffiti (2009). El álbum también marca su último álbum con Jive Records.
En F.A.M.E., Brown trabajó con varios productores de discos y compositores; incluidos Kevin McCall, H Money, Timbaland, The Underdogs, Diplo y Benny Benassi, entre otros. El álbum cuenta con apariciones especiales de Lil Wayne, Ludacris, Busta Rhymes, Wiz Khalifa, Game, Justin Bieber y Big Sean, entre otros. El álbum fue apoyado por ocho sencillos, «Deuces» con Tyga y Kevin McCall, «No BS», «Yeah 3x», «Look at Me Now» con Lil Wayne y Busta Rhymes, «Beautiful People» con Benny Benassi, «She Ain't You», «Next to You» con Justin Bieber y «Wet the Bed» con Ludacris.
El álbum se trabajó simultáneamente con los tres mixtapes que lo anticiparon; In My Zone, Fan of a Fan e In My Zone 2. La estética del álbum presenta imágenes de graffiti pop-art multicolores, concebidas por el propio Brown, Courtney Walter y el artista contemporáneo estadounidense Ron English. F.A.M.E. muestra una amplia variedad de géneros musicales que incluyen R&B, pop, hip hop, dancehall, soft rock y europop, mientras que el contenido lírico se concentra en encontrar positividad en la vida. F.A.M.E. se considera el álbum que definió el estilo musical y la personalidad de Brown. El álbum recibió tres nominaciones a los premios Grammy en la 54.ª edición de los Premios Grammy, ganando el premio al Mejor álbum de R&B, que fue el primer premio Grammy de Brown. También ganó Mejor álbum de R&B en los Billboard Music Awards de 2012 y Álbum del año en los Soul Train Music Awards de 2011.
F.A.M.E. debutó en el número uno en el Billboard 200 de Estados Unidos, con ventas en la primera semana de 270.000 copias. Fue el primer álbum número uno de Brown en los Estados Unidos y su cuarto álbum consecutivo entre los diez primeros después de Graffiti. «Yeah 3x», «Look at Me Now» y «Beautiful People» tuvieron éxito comercial en todo el mundo. En los Estados Unidos, «Look at Me Now» alcanzó el puesto número uno en las listas Hot R&B/Hip-Hop Songs y Hot Rap Songs, y se convirtió en la canción de rap más vendida de 2011, así como uno de los sencillos más vendidos en los Estados Unidos de todos los tiempos. F.A.M.E. está certificado como triple platino por la Recording Industry Association of America (RIAA), lo que lo convierte en el tercer álbum de ventas multiplatino de Brown después de Exclusive (2007). Para respaldar el lanzamiento del álbum, Brown se embarcó en su gira F.A.M.E. Tour en Australia y Norteamérica.]

## Lista de canciones
| N.º | Título                                                    | Escritor(es)                                                                                      | Productor (es)                | Duración |  |
| 1.  | «Deuces» (con Tyga y Kevin McCall)                        | Christopher Brown, Michael Stevenson, Kevin McCall                                                | Kevin McCall                  | 4:36     |  |
| 2.  | «Up 2 You»                                                | Harvey Mason, Jr., Damon Thomas, Lamar Edwards, Eric Dawkins, Steve Russell, Dewain Whitmore, Jr. | The Underdogs                 | 4:07     |  |
| 3.  | «No Bullshit»                                             | Brown, McCall, Christopher Whitacre, Justin Henderson                                             | Tha Bizness                   | 4:07     |  |
| 4.  | «Look at Me Now» (con Lil Wayne y Busta Rhymes ft Reivaj) | Brown, Wesley Pentz, Jean Baptiste, Ryan Buendia, Dwayne Carter, Trevor Smith                     | Diplo, Afrojack, Free School* | 3:42     |  |
| 5.  | «She Ain't You»                                           | Brown, Baptiste, Buendia, McCall, Jason Boyd, John Bettis, Steve Porcaro, Brian Morgan            | Free School                   | 4:08     |  |
| 6.  | «Say It With Me»                                          | Brown, Harmony "H Money" Samuels, Courtney Harrell, Eric Bellinger                                | H Money                       | 3:11     |  |
| 7.  | «Yeah 3x»                                                 | Brown, Justin Franks, McCall, Amber Streeter, Richard Adam Wiles                                  | DJ Frank E                    | 4:01     |  |
| 8.  | «Next 2 You» (con Justin Bieber)                          | Brown, Nasri, Adam Messinger                                                                      | The Messengers                | 4:25     |  |
| 9.  | «All Back»                                                | Timothy Bloom                                                                                     | Timothy Bloom                 | 4:26     |  |
| 10. | «Wet the Bed» (con Ludacris)                              | Brown, Derrick Baker, McCall, Streeter, Andre Merritt, Joseph Bereal, Christopher Bridges         | Bigg D                        | 4:26     |  |
| 11. | «Oh My Love»                                              | Brown, Samuels, Harrell, Bellinger, Streeter                                                      | H Money                       | 4:44     |  |
| 12. | «Should've Kissed You»                                    | Brown, Brian Kennedy, Antwoine Collins, Whitmore, Jr.                                             | Brian Kennedy, T-Wiz, Brown*  | 4:24     |  |
| 13. | «Beautiful People» (con Benny Benassi)                    | Brown, Marco "Benny" Benassi, Alessandro "Alle" Benassi, Baptiste                                 | Benny Benassi, Alle Benassi   | 3:46     |  |

| Edición Especial |                                                    | |                        |          |  |
| N.º              | Título                                             | Escritor(es) | Productor (es)         | Duración |  |
| 14.              | «Bomb» (con Wiz Khalifa)                           | Brown, Baptiste, Buendia, Michael McHenry, Nick Marsh, McCall, Streeter, Steph Jones, Cameron Jabril Thomaz, Winston Delano Riley | Free School            | 3:33     |  |
| 15.              | «Love Them Girls» (con Game)                       | Brown, Jamal Jones, India Boodram, Kesia Hollis, Jazmyn Michel, Jayceon Taylor                                                    | Polow da Don           | 3:11     |  |
| 16.              | «Paper, Scissors, Rock» (con Timbaland y Big Sean) | Timothy Mosley, Jerome "JRoc" Harmon, James Fauntleroy II, Sean Anderson                                                          | Timbaland, JRoc        | 3:46     |  |
| 17.              | «Beg For It»                                       | Brown, Jonathan Yip, Jeremy Reeves, Ray Romulus, Ray Charles McCullough II, Streeter, Merritt, Priscilla Hamilton                 | Stereotypes, Ra Charm* | 3:44     |  |

| Edición Especial Bonus Tracks |                           |                                               |                |          |  |
| N.º                           | Título                    | Escritor(es)                                  | Productor (es) | Duración |  |
| 18.                           | «Champion» (con Chipmunk) | Samuels, Jahmaal Fyffe, Bellinger, Erika Nuri | H-Money        | 3:58     |  |

| Edición Especial Team Breezy |                 |              |                |          |  |
| N.º                          | Título          | Escritor(es) | Productor (es) | Duración |  |
| 19.                          | «All About You» | Brown        |                | 3:15     |  |

| Edición Especial Japón |                           |                                 |                |          |  |
| N.º                    | Título                    | Escritor(es)                    | Productor (es) | Duración |  |
| 20.                    | «Talk Ya Ear Off»         |                                 | Timbaland      | 3:13     |  |
| 21.                    | «Champion» (con Chipmunk) | Samuels, Fyffe, Bellinger, Nuri | H-Money        | 3:58     |  |

Notas
- «*» indica coproductor de la canción
- «Bomb» (con Wiz Khalifa), estuvo en iTunes Store solo por tiempo limitado.
- «She Ain't You», contiene samples  de "Human Nature" escrita por John Bettis y Steve Porcaro, y "Right Here" escrita por Brian Morgan.
- «Yeah 3x», contiene elementos de  "I'm Not Alone" escrita por Calvin Harris.
- «Bomb» (con Wiz Khalifa), contiene samples de "Bam Bam" escrita por Winston Delano Riley.

## Lista de posiciones y certificaciones

### Semanales
| Alemania          | German Albums Chart           | 39 |
| Australia         | Australian Albums Chart       | 3  |
| Australia         | Australian Urban Albums Chart | 1  |
| Bélgica (Flandes) | Belgium Albums Chart          | 33 |
| Bélgica (Valonia) | Belgium Albums Chart          | 51 |
| Canadá            | Canadian Albums Chart         | 6  |
| Dinamarca         | Danish Albums Chart           | 33 |
| Escocia           | Scottish Albums Chart         | 18 |
| Estados Unidos    | Billboard 200                 | 1  |
| Estados Unidos    | Billboard R&B/Hip-Hop Albums  | 1  |
| Francia           | French Albums Chart           | 44 |
| Irlanda           | Irish Albums Chart            | 8  |
| Nueva Zelanda     | New Zealand Albums Chart      | 7  |
| Países Bajos      | Dutch Albums Chart            | 16 |
| Reino Unido       | UK Albums Chart               | 10 |
| Reino Unido       | UK R&B Albums Chart           | 1  |
| Suiza             | Swiss Albums Chart            | 38 |

### Certificaciones
| País           | Organismo certificador | Certificación | Ventas certificadas | Simbolización | Ref.  |
| -------------- | ---------------------- | ------------- | ------------------- | ------------- | ----- |
| Estados Unidos | RIAA                   | Oro           | 500.000             | ●             | [ 8 ] |

### Sucesión y procesión en listas
| Predecesor: Anthems:30 Years of Hip Hop de Varios Artistas      | Australian Urban Albums Chart — Álbum N° 1 28 de marzo de 2011 — 4 de abril de 2011                                       | Sucesor: Anthems:30 Years of Hip Hop de Varios Artistas                             |
| Predecesor: 21 de Adele                                         | Billboard 200 — Álbum N° 1 9 de abril de 2011 — 16 de abril de 2011                                                       | Sucesor: Femme Fatale de Britney Spears                                             |
| Predecesor: Lasers de Lupe Fiasco Rolling Papers de Wiz Khalifa | Billboard R&B/Hip-Hop Albums — Álbum N° 1 9 de abril de 2011 — 16 de abril de 2011 7 de mayo de 2011 — 21 de mayo de 2011 | Sucesor: Rolling Papers de Wiz Khalifa Hot Sauce Committee Part Two de Beastie Boys |
| Predecesor: Loud de Rihanna                                     | UK R&B Albums Chart — Álbum N° 1 2 de abril de 2011 — 9 de abril de 2011                                                  | Sucesor: Loud de Rihanna                                                            |

## Fechas de lanzamiento
| País           | Fecha               | Formato              | Edición            | Sello discográfico |
| -------------- | ------------------- | -------------------- | ------------------ | ------------------ |
| Australia      | 18 de marzo de 2011 | CD, Descarga digital | Especial           | Sony Music         |
| Irlanda        | 18 de marzo de 2011 | CD, Descarga digital | Especial           | Sony Music         |
| Suecia         | 18 de marzo de 2011 | CD, Descarga digital | Especial           | Sony Music         |
| Bélgica        | 18 de marzo de 2011 | CD, Descarga digital | Estándar, Especial | Sony Music         |
| Noruega        | 18 de marzo de 2011 | CD, Descarga digital | Estándar, Especial | Sony Music         |
| Países Bajos   | 18 de marzo de 2011 | CD, Descarga digital | Estándar, Especial | Sony Music         |
| Francia        | 21 de marzo de 2011 | CD, Descarga digital | Estándar, Especial | Sony Music         |
| Finlandia      | 21 de marzo de 2011 | CD, Descarga digital | Estándar, Especial | Sony Music         |
| Nueva Zelanda  | 21 de marzo de 2011 | CD, Descarga digital | Especial           | Sony Music         |
| Reino Unido    | 21 de marzo de 2011 | CD, Descarga digital | Estándar, Especial | RCA Records        |
| Estados Unidos | 22 de marzo de 2011 | CD, Descarga digital | Estándar, Especial | Jive Records       |
| Canadá         | 22 de marzo de 2011 | CD, Descarga digital | Estándar, Especial | Sony Music         |
| Italia         | 22 de marzo de 2011 | CD, Descarga digital | Estándar, Especial | Sony Music         |
| España         | 22 de marzo de 2011 | CD, Descarga digital | Estándar, Especial | Sony Music         |
| Japón          | 6 de abril de 2011  | CD, Descarga digital | Especial           | Sony Music         |